# Porte de la Craffe
La porte de la Craffe est une porte de Nancy, imposant vestige des fortifications médiévales, érigée au XIVe siècle au nord de la ville-vieille. 

## Situation et accès
Sise au sein du quartier Ville Vieille - Léopold, la porte marque la limite septentrionale de la Grande-Rue qu'elle relie à la rue de la Citadelle.

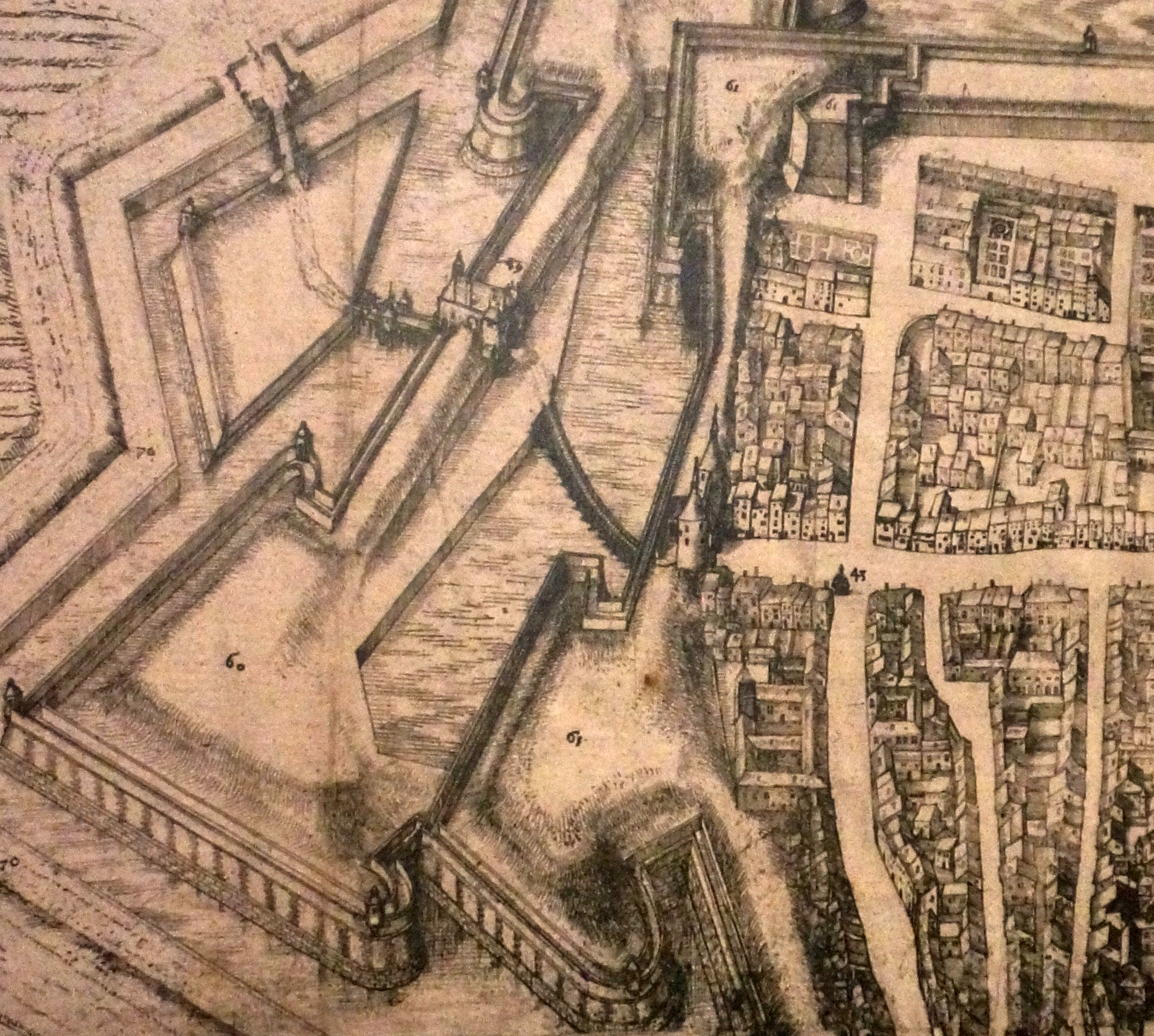
La porte insérée dans les défenses de Vauban (détail d'un plan de 1611).

## Description

### Côté intérieur de la ville

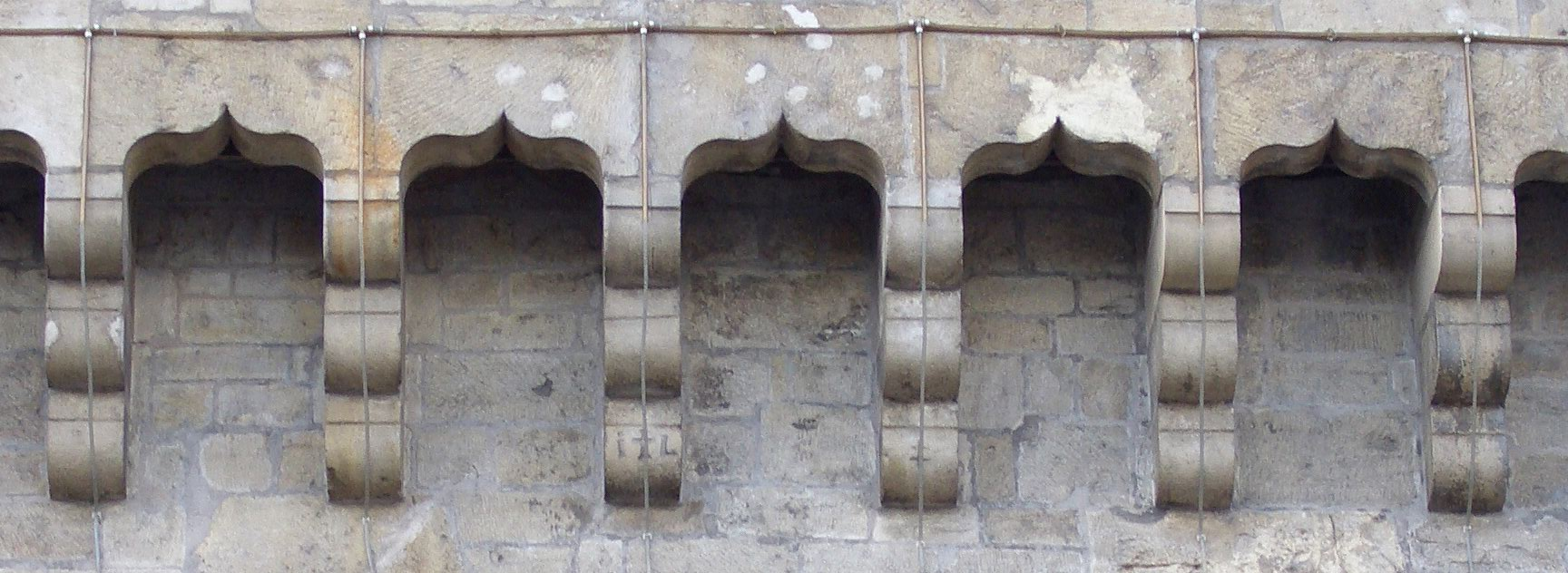
Mâchicoulis en accolades et à consoles formées d'un triple tore.

L'imposant bâtiment, constitué d'une tour centrale carrée où s'insère la porte elle-même, flanquée de deux tours rondes plus élevées, borne la Grande-Rue au nord. Les murs en pierres de taille parées de briques rouges dans les parties basses sont épais de trois mètres.
La porte centrale, en forme d'arc brisé en tiers-point, est surmontée d'une niche où l'on a placé une statue en ronde-bosse d'une vierge à l'enfant du XIVe siècle. Deux fenêtres encadrent cette niche et, de part et d'autre, deux bas-reliefs des profils casqués des ducs de Lorraine Raoul (à l'ouest) et Jean (à l'est) se regardent. Un chardon lorrain orne le sommet de la niche, elle-même surmontée d'une croix de Lorraine et d'une ceinture de mâchicoulis en accolades et à consoles formées d'un triple tore, d'un style résolument gothique. 
De part et d'autre de la croix de Lorraine, deux têtes casquées en bas-relief se font face. Selon les inscriptions, il s'agit des effigies de Charles II, vainqueur de Louis d'Orléans en juillet 1407 à la bataille de Champigneulles et de René II, vainqueur de Charles le Téméraire en janvier 1477 à la bataille de Nancy.
L'ensemble est encadré par deux gigantesques tours rondes aux toits coniques, percées de fenêtres permettant les tirs de tous côtés et dont les plus hautes sont surmontées de corbeaux destinés à soutenir des volets de bois disparus.
À côté de la tour ouest, un escalier extérieur donne accès à la terrasse au-dessus du passage voûté, ce qui permet de découvrir une échauguette carrée en briques rouges située à l'arrière de la tour est, invisible depuis la rue, ainsi que la façade interne du bâtiment Renaissance surmontant la porte au nord, du côté de la rue de la citadelle.

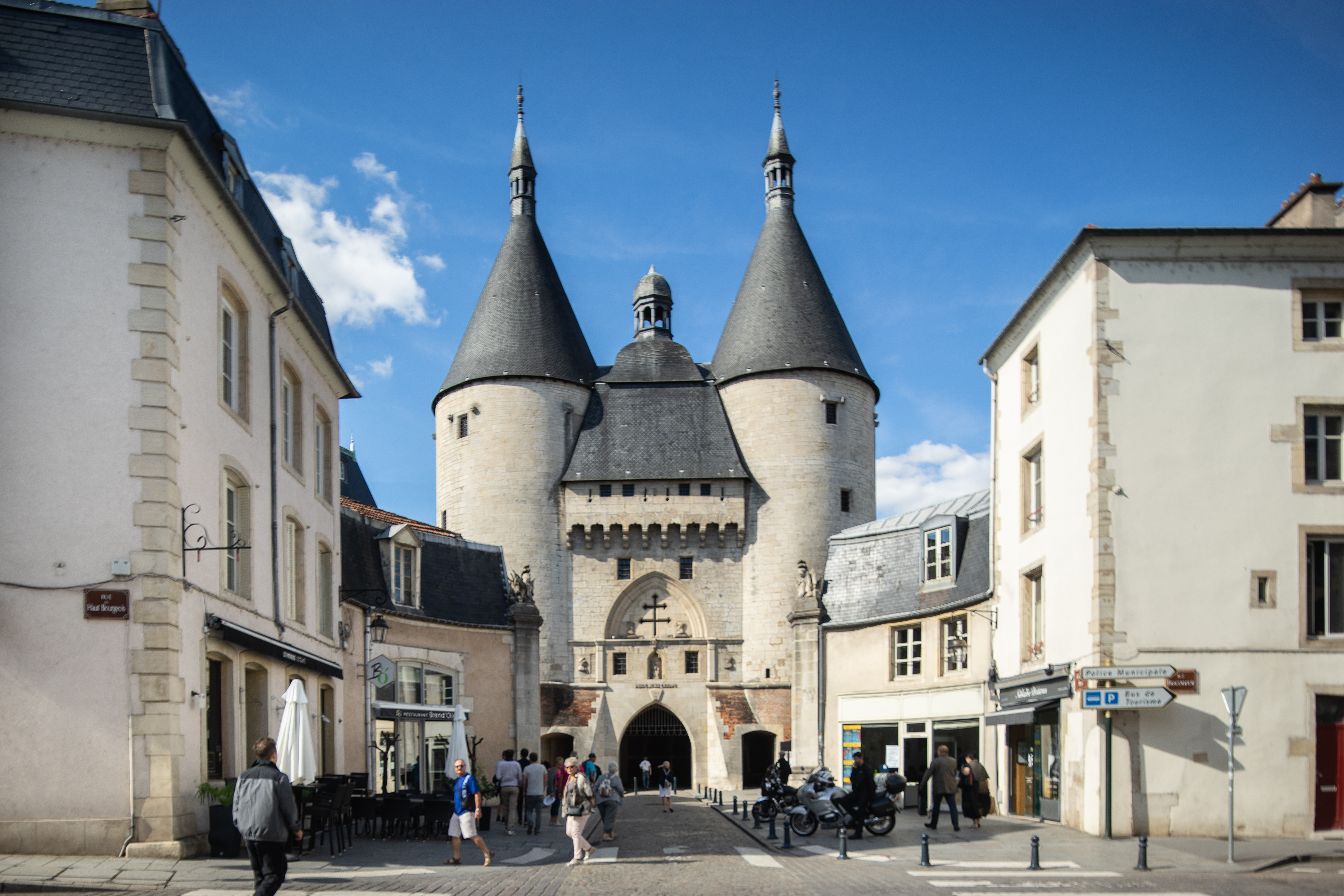
Vue d'ensemble de la façade Sud depuis la Grande-Rue en 2018.
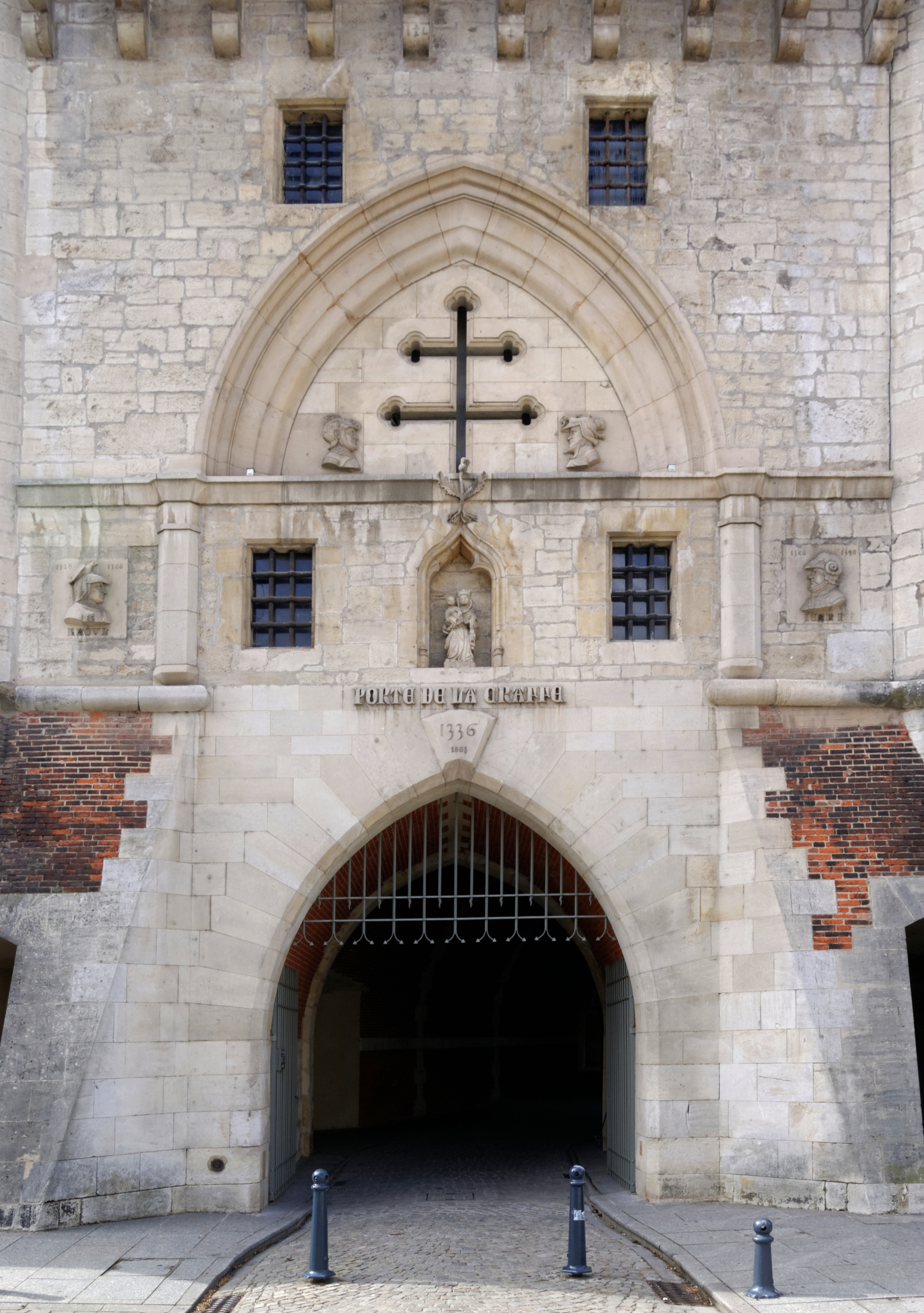
Centre de la porte.
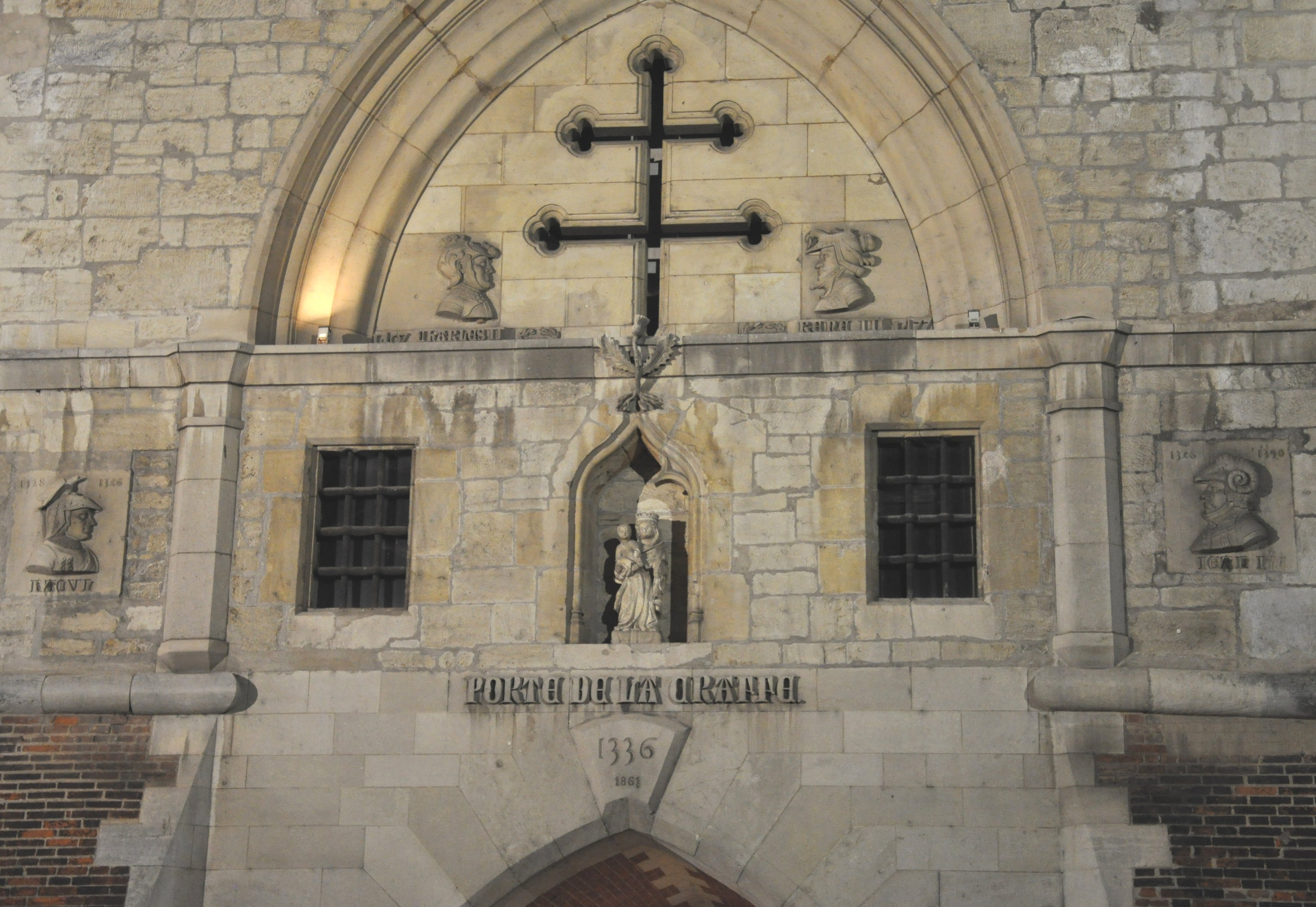
Détails de la façade Sud.
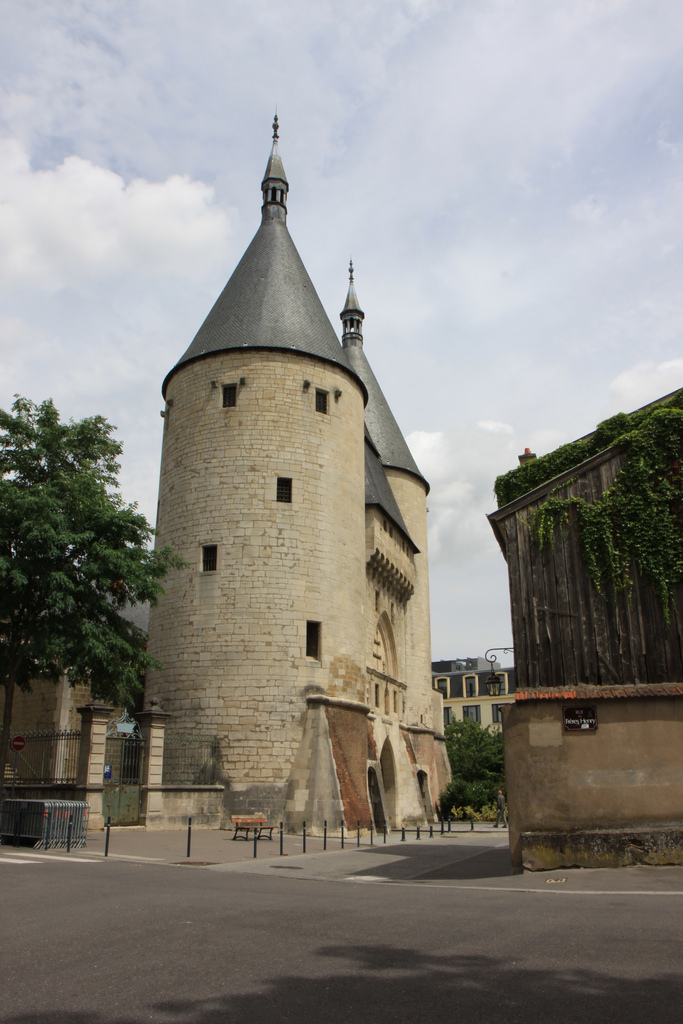
Vue de côté depuis la rue des Frères-Henry.
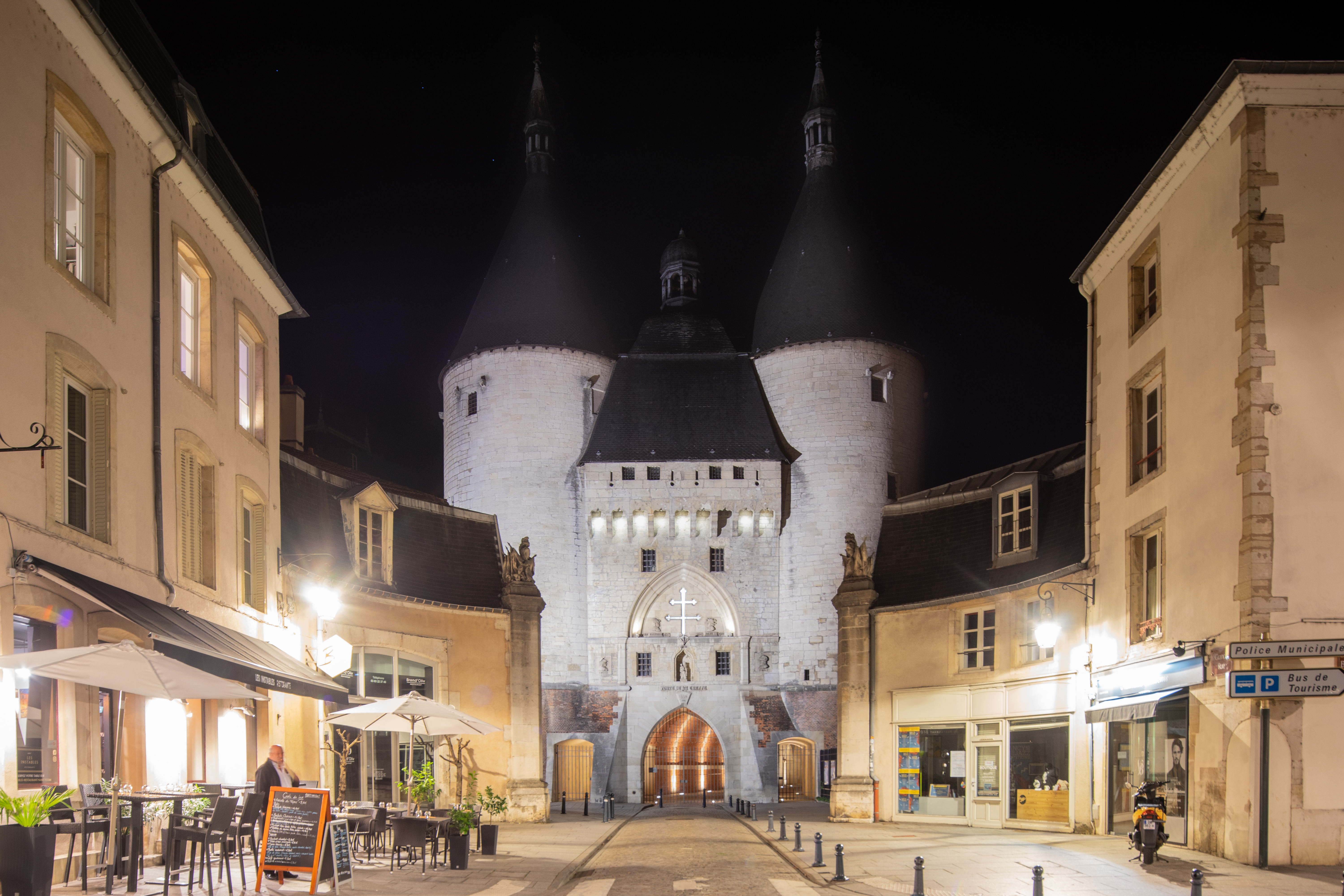
Vue de nuit.

### Passage couvert

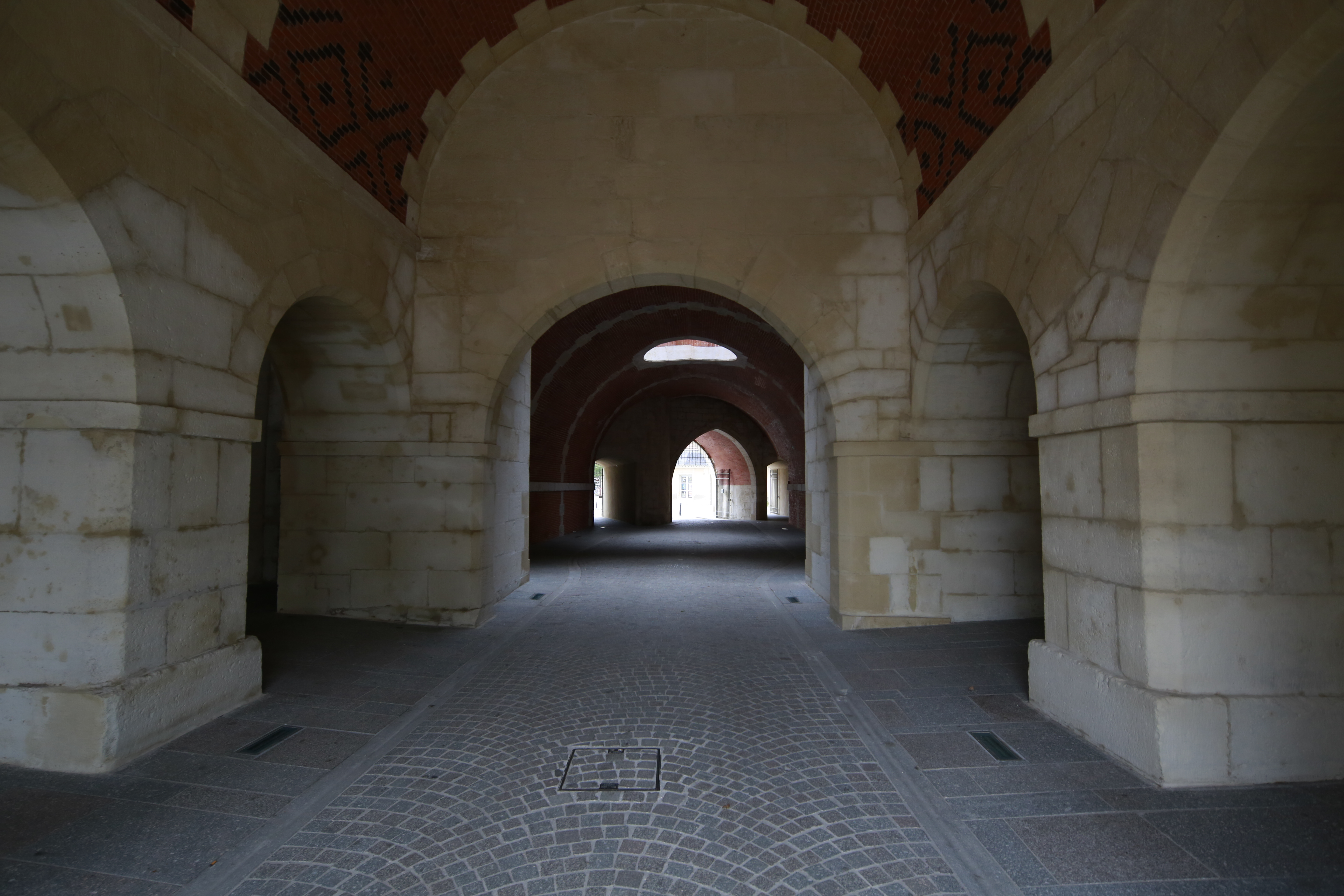
Intérieur du passage voûté dans la direction de la Grande-Rue.
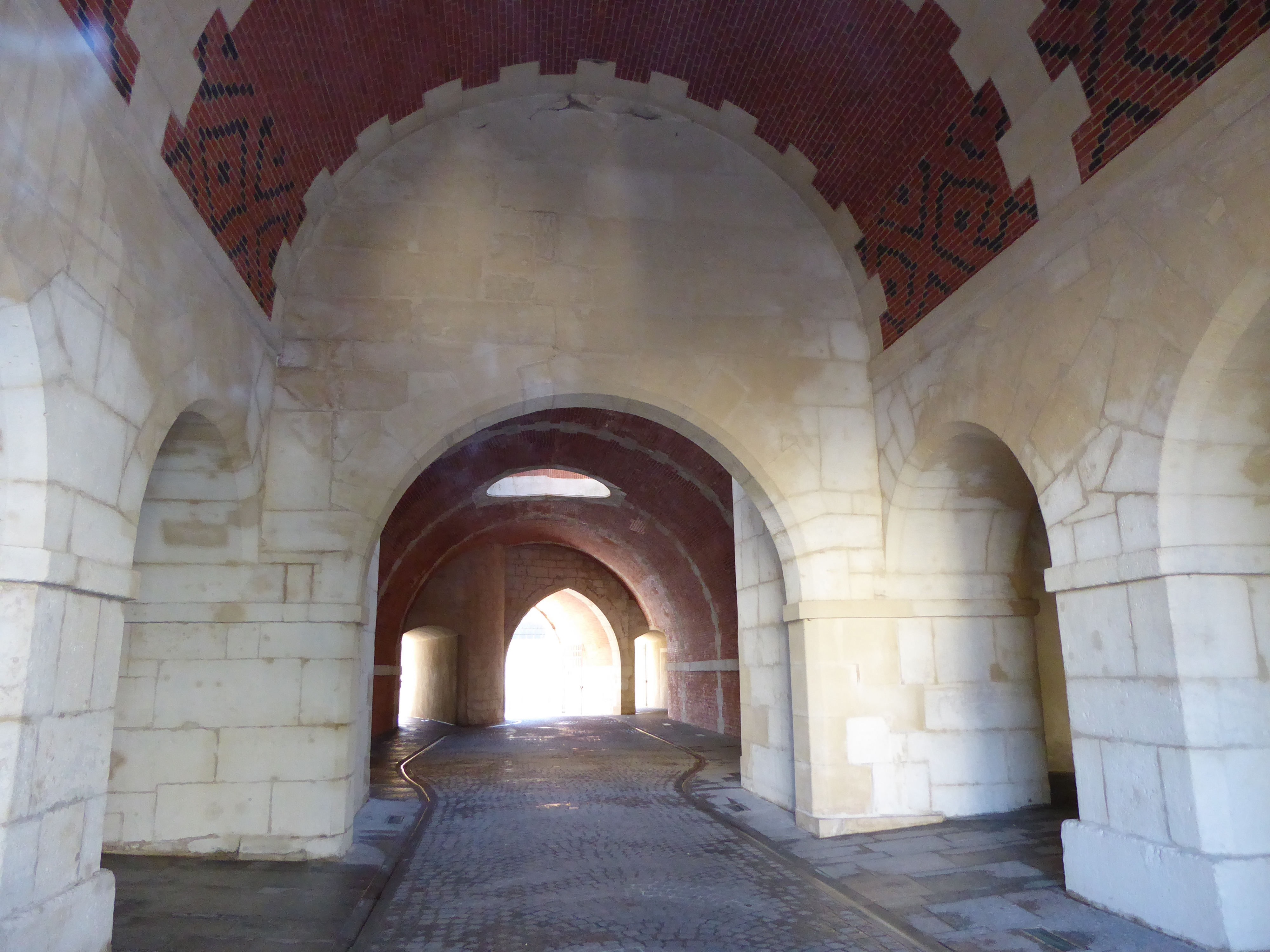
Décoration de la voûte.
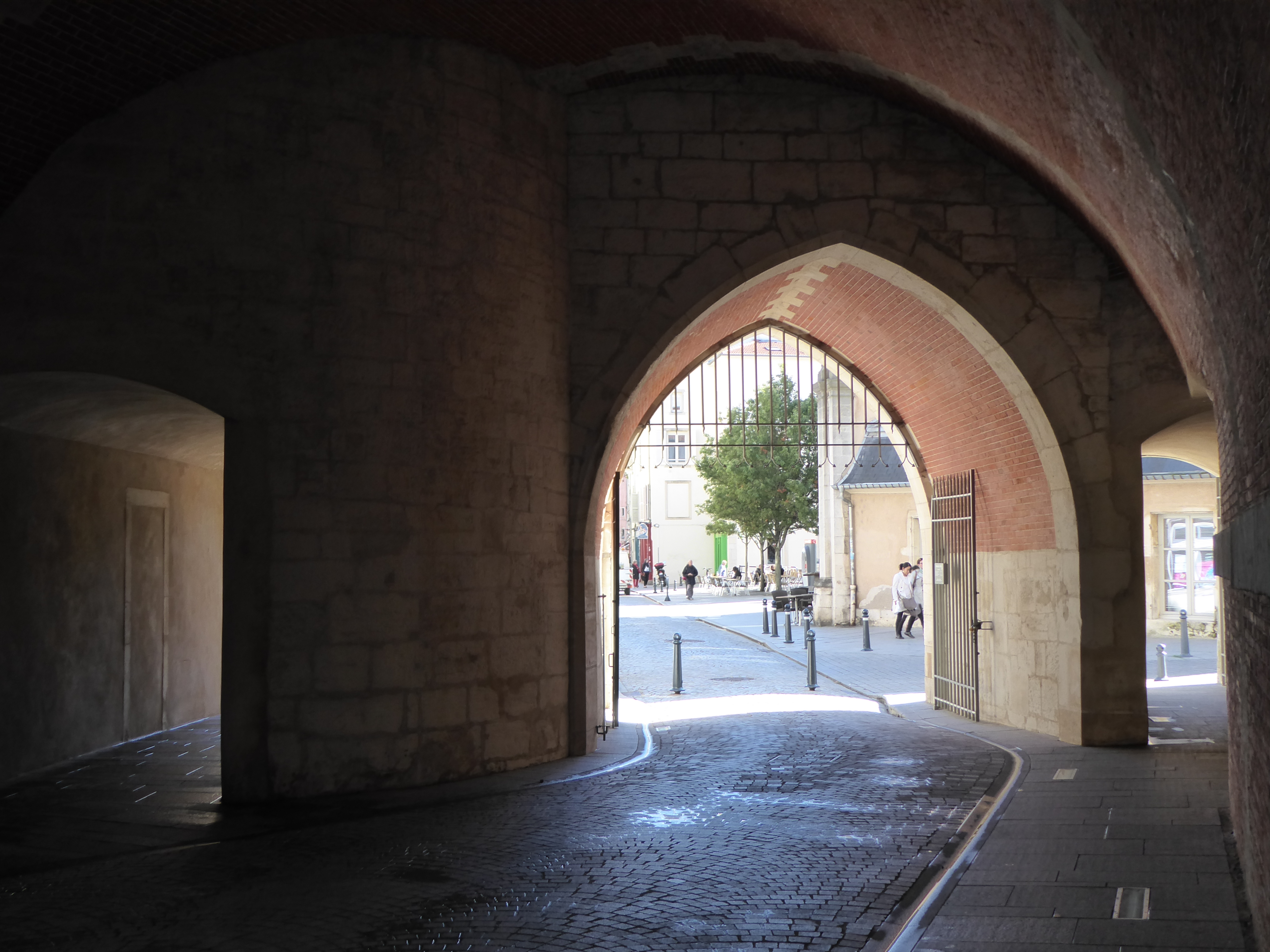
Sortie vers la Grande-Rue.
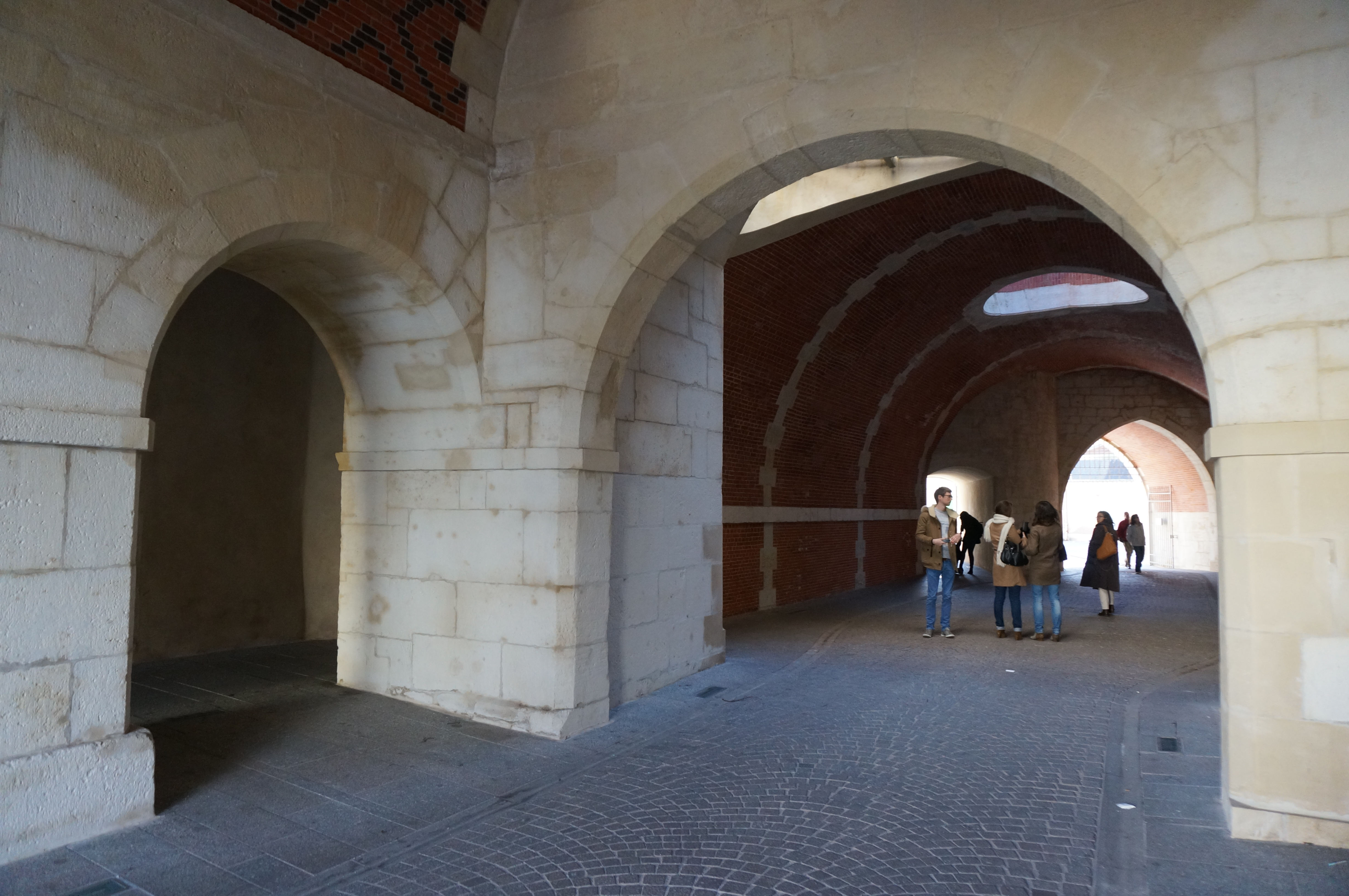
Passage sous la porte.
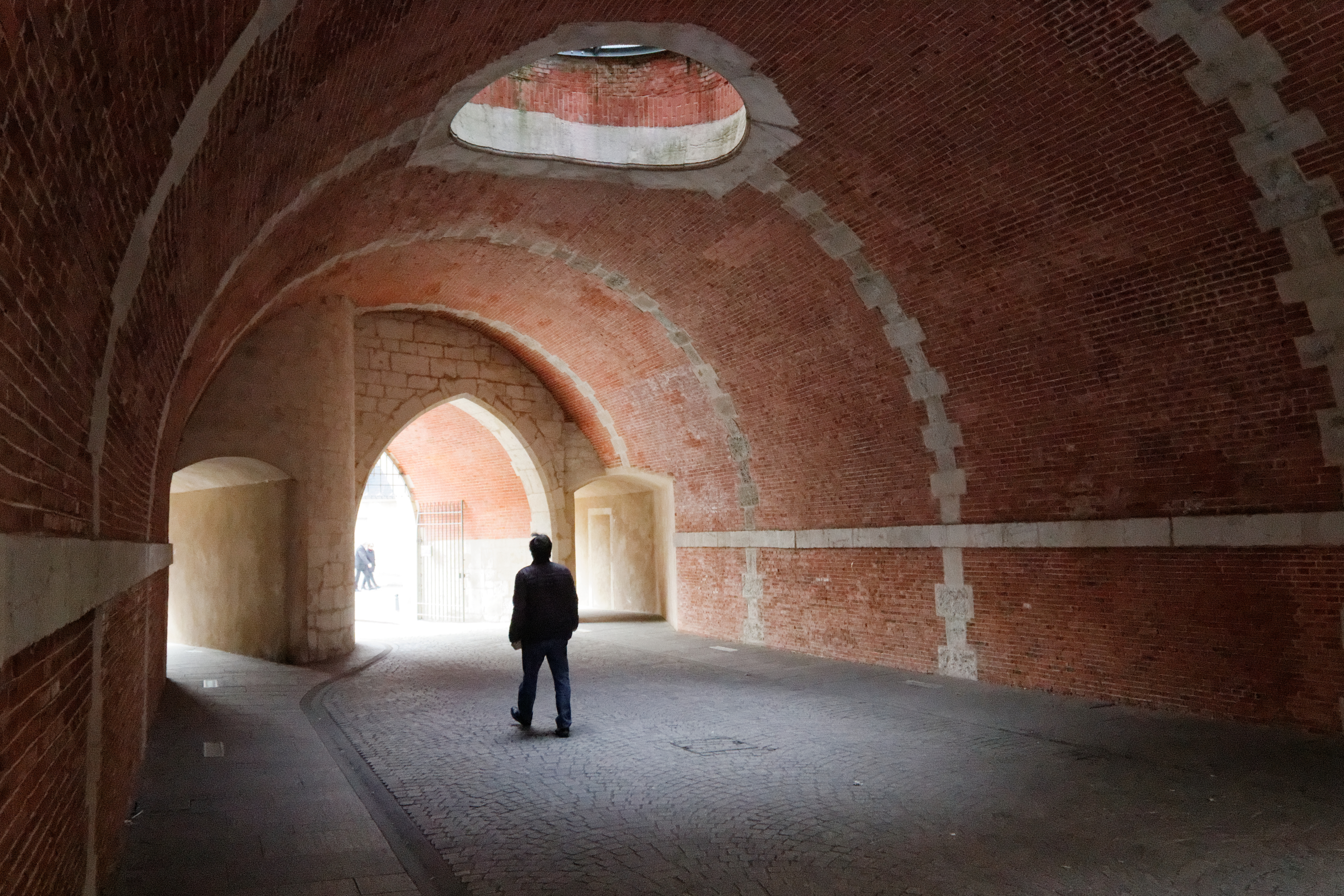
Passage voûté.

### Côté extérieur de la ville

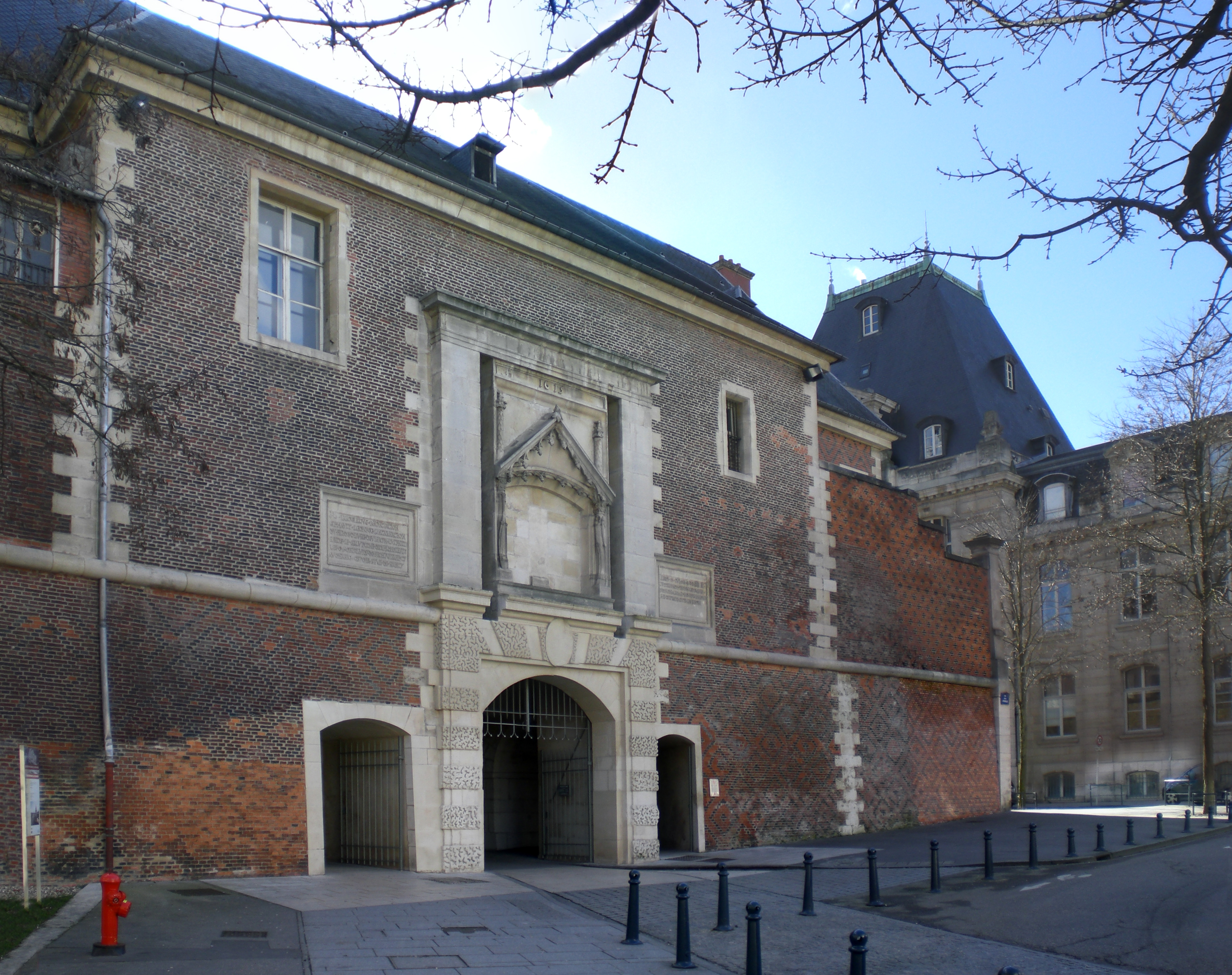
Façade Renaissance côté nord.

## Origine du nom
Le nom de Craffe donné à l'ancienne porte des Bordes de 1380, lui vient soit d'un gentilhomme napolitain, Caraffa, ou du mot allemand Kraft, porte fortifiée, ou plutôt - terme populaire - des détails d'architecture, crampons, agrafes, retenant les pierres.

## Historique
Unique vestige des fortifications nancéiennes antérieures à Vauban, la porte de la Craffe était la seule entrée située au nord de la ville-vieille de Nancy. Outre sa fonction défensive, elle servit de porte d'honneur aux ducs de Lorraine jusqu'en 1610. Au cours de son histoire, elle connut diverses modifications et restaurations.
Lors de son édification sous le duc Jean Ier de Lorraine (1346-1390) au milieu du XIVe siècle, elle comportait uniquement la tour carrée centrale garnie de mâchicoulis et de  bretèches sur les deux faces. Les deux tours rondes, furent ajoutées en 1463 et disposaient d'une dizaine de salles fortes qui ont servi de prison jusqu'au milieu du XIXe siècle. Ces tours jumelles, crénelées à l'origine, ont reçu leurs toitures caractéristiques en poivrière surmontées de lanternons au XVIe siècle.
En 1505, sous René II, la défense extérieure a été renforcée par la création d'un terre-plein dans le prolongement de la porte, côté campagne au nord, en direction de l'ancien village de Saint-Dizier (actuel faubourg des trois maisons). Ce boulevard est percé d'une nouvelle porte, la porte Notre-Dame, reliée à la Craffe par un tunnel voûté.
Lors de la création des bastions à orillons le Duc et le Marquis, à la fin du XVIe siècle (1598), une troisième porte fut ajoutée à l'extérieur de la première enceinte. Elle prit initialement aussi le nom de porte Notre-Dame, prêtant à confusion, mais est connue ensuite sous l'appellation de porte de la Citadelle.
Au XVIIe siècle (1616), la porte de la Craffe fut surmontée d'un toit avec lanternon qui contenait une cloche provenant de l'église Saint-Epvre. En 1633, sous l'occupation française, la façade côté ville est profondément modifiée :  Louis XIII y fait plaquer un ordre grec (fronton triangulaire et piliers doriques) qui subsistera jusqu'en 1861, date à laquelle le commandant Trancart la fit restaurer dans le style gothique qu'on lui connaît depuis.
Deux portes piétonnes entourant la porte principale ont été percées en 1870 à la base de chaque tour ronde par Prosper Morey. 
Au XXe siècle les salles ont été aménagées en musée où étaient entre autres exposés des instruments de torture. 
La porte a fait l'objet d'une importante restauration en 2012-2013 pour régler les problèmes d'étanchéité de la voûte qui causaient des dégradations importantes (dépôt blancs sur les parements en briques, développement de mousses) du fait d'infiltrations des eaux pluviales, pour remplacer le sol de béton et d'enrobé du passage voûté (où la circulation automobile était possible jusqu'en 1991) par un pavage en granit bleu, réparer le sol de la terrasse et conforter les fondations sous l'échauguette.
La Porte est classée monument historique depuis juillet 1886.  
La Porte de la Craffe est flanquée de deux pavillons XVIIIe siècle tous les deux inscrits depuis 1945, l'un à l'est, l'autre à l'ouest.

## Anciens noms
La Porte de la Craffe a eu d'autres noms dans le passé : porte des Bordes, porte Notre Dame, ou Porte Lescraffe. Jean-Jacques Lionnois a écrit que le premier nom de cette porte était Porte de la Garaffa du nom d'un gouverneur, gentilhomme napolitain, nommé de la Casa de Garaffa. Dom Calmet en fait un ingénieur qui l'aurait construite.